# Набережная Штыкова
Набережная Штыкова — улица в Старой Руссе. Проходит через исторический центр города по правому берегу реки Полисть от «Живого моста» до квартала ММС (улица Бетховена).

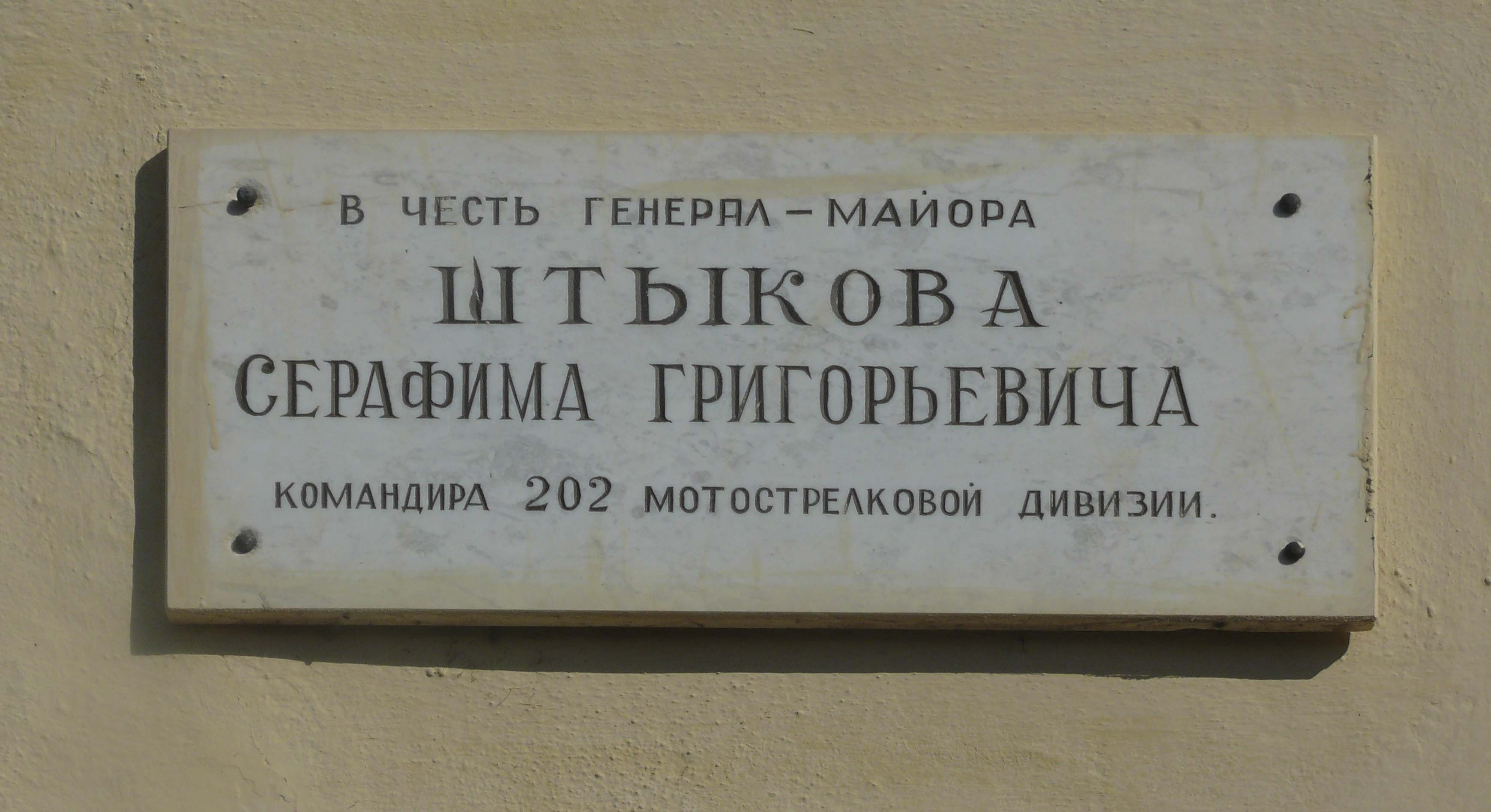
Мемориальная доска на д. 1 по Набережной Штыкова

## История
Сгоревший в грандиозном пожаре 22 апреля 1763 года, город восстанавливался по регулярному плану. На улице сохранились фрагменты построек XVIII в.: дом купца И. И. Попова (в настоящее время — школа № 3), двухэтажное жилое здание около Нового («Химмашевского») моста. 9 июля 1780 года восстанавливаемый город посетила императрица Екатерина II.
После установления советской власти набережная получила наименование Трудовая.
В 1969 году улица была переименована в честь командира 202-й мотострелковой дивизии генерал-майора Серафима Григорьевича Штыкова (1905—1943), погибшего в боях за Старую Руссу при её освобождении от немецко-фашистских оккупантов.

## Известные жители
И. И. Попов (собственный дом), степенный голова Старой Руссы (1766—1785)

## Достопримечательности
д. 1 — бывший дом Попова (1770-е гг., в этом доме в свой приезд в Старую Руссу в 1780 году останавливалась императрица Екатерина II) 
д. 3 — бывший дом Ванюковых (1-я половина XIX века) 
д. 13/2 — бывший дом Вамелкиной (2-я четверть XIX века) 
Аллея и мемориальная доска в честь пятнадцатилетия образования МЧС России

## Галерея

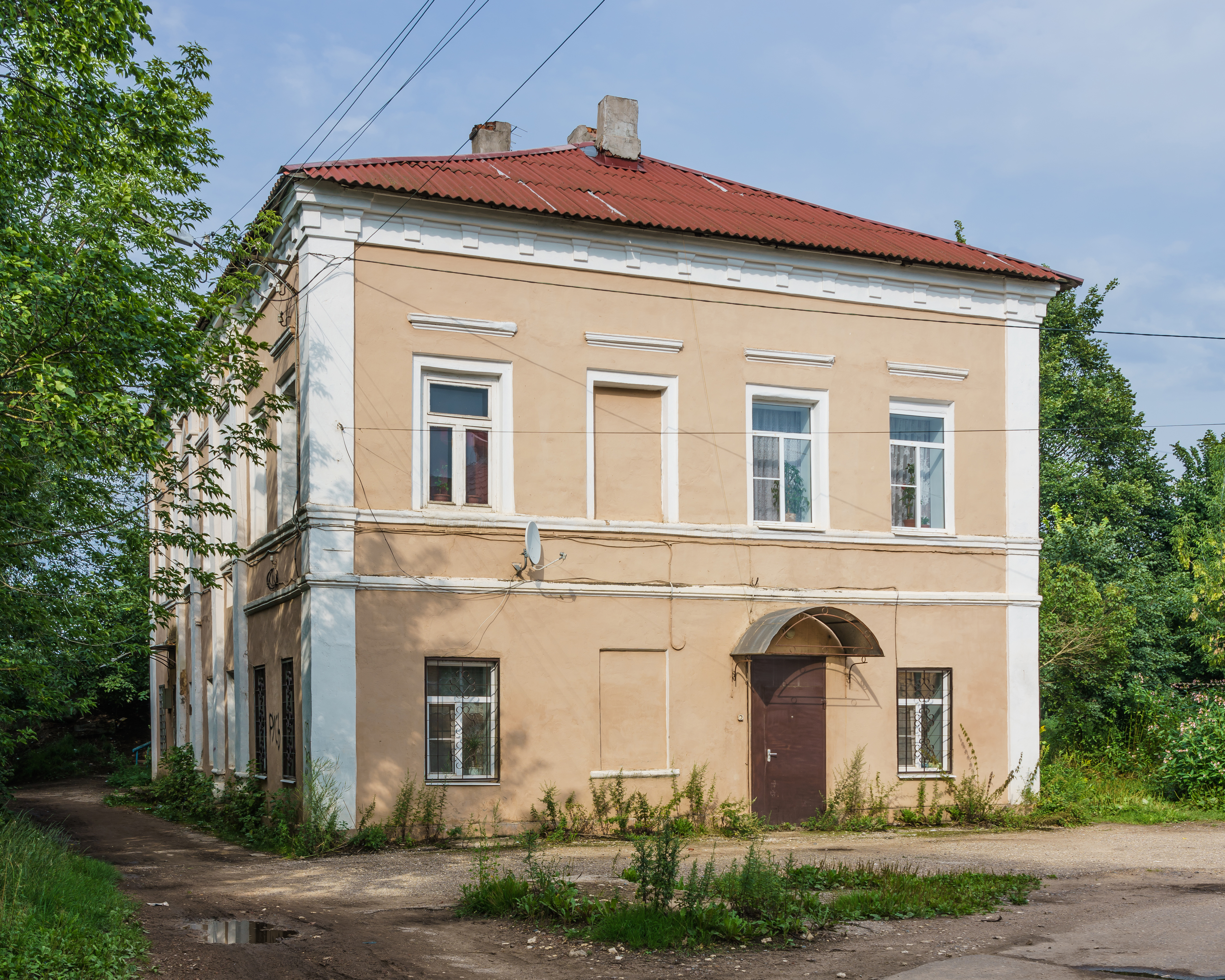
Дом Вамелкиной
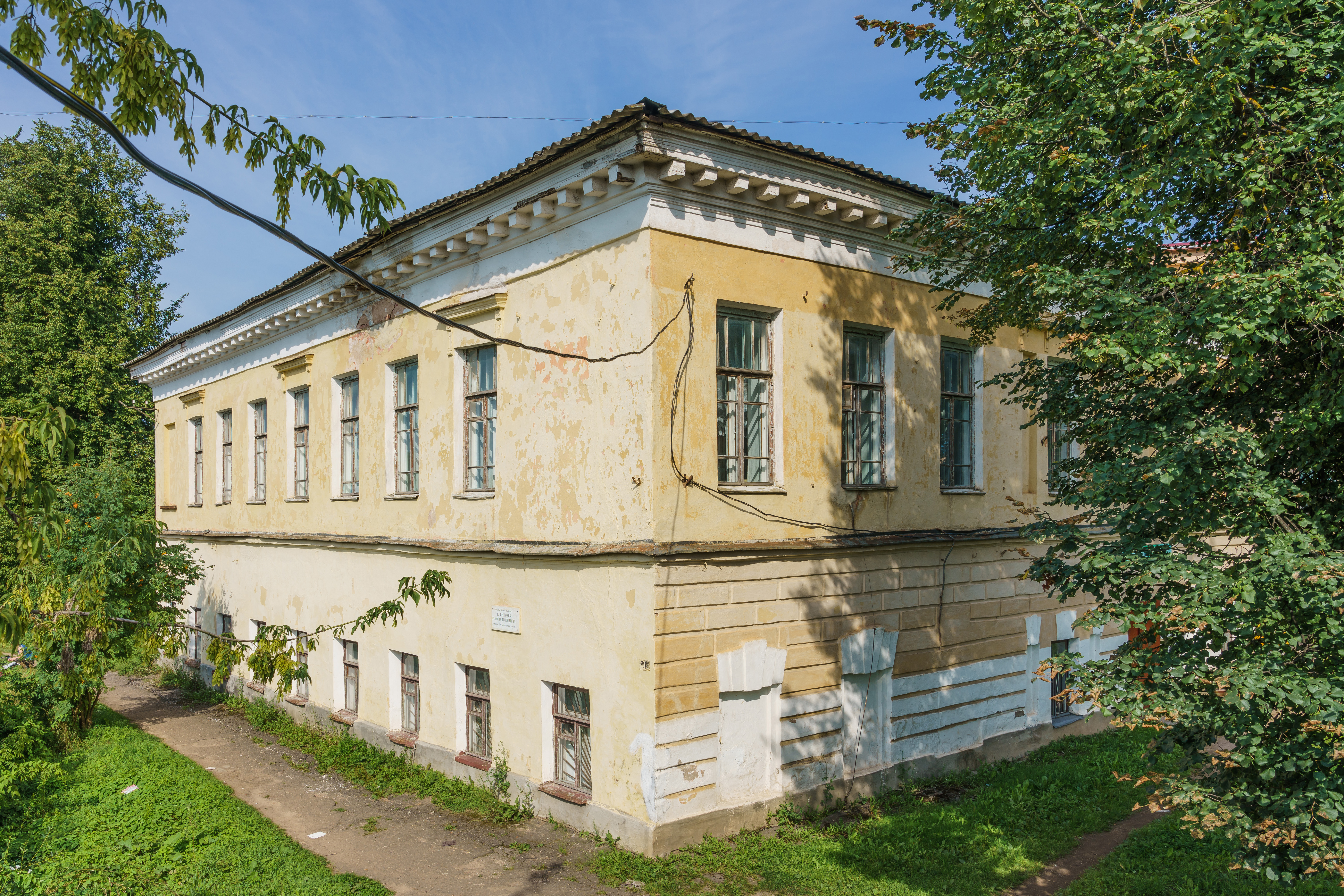
Дом Попова
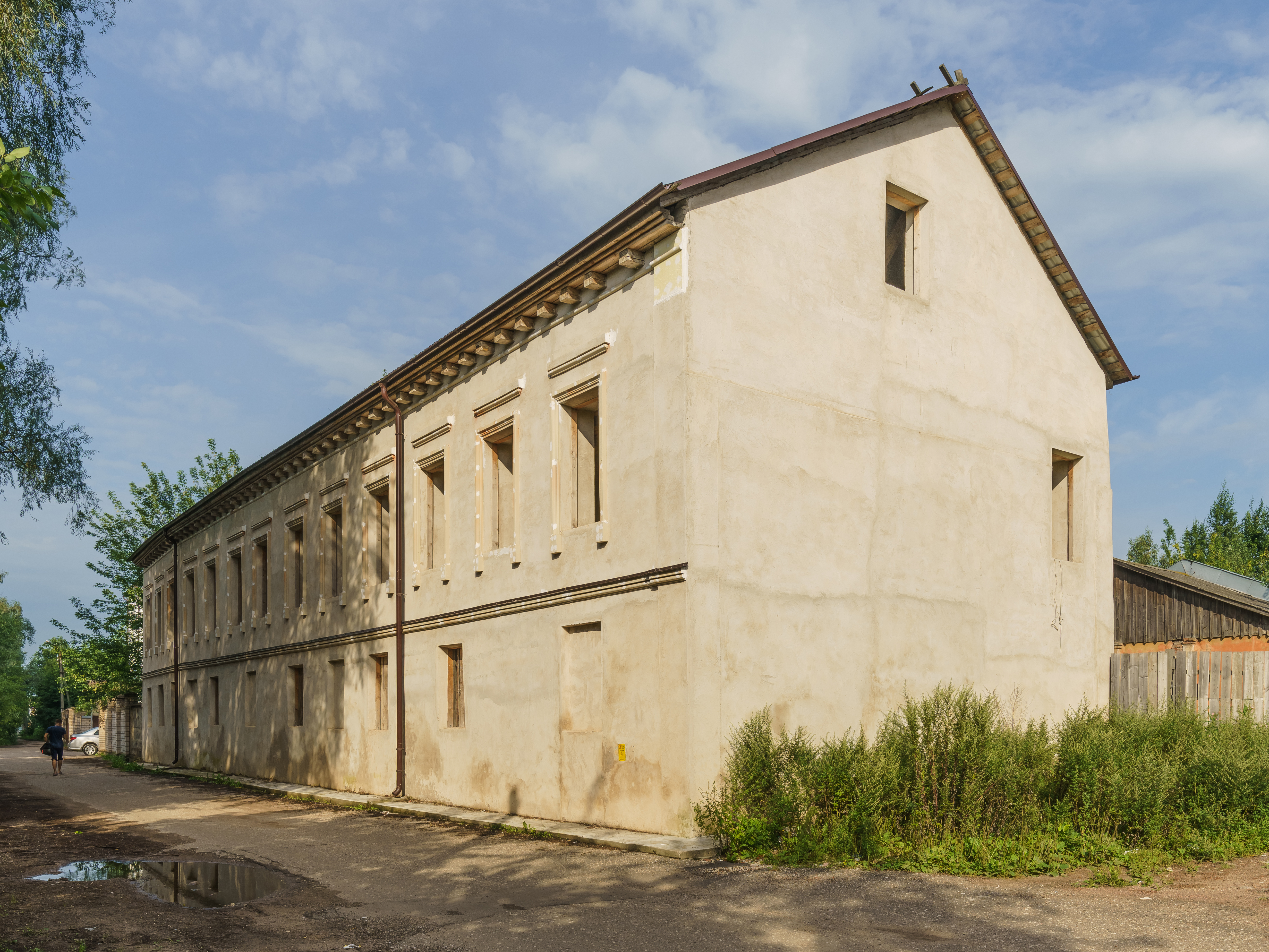
Дом Ванюковых